# 杜玉林
杜玉林（1950年—），男，山西河曲人，中华人民共和国政治人物。

## 生平
1986年，担任中共代县县委书记。1995年，担任中共大同市委副书记、市长。1998年，担任临汾地委书记。2000年，升任山西省委政法委书记。2006年，兼任山西省公安厅厅长。2008年起担任全国人大代表。2011年，升任山西省人大常委会副主任。